# Filiz Çıkrıkçı
Filiz Çıkrıkçı (ur. 26 czerwca 1985) – turecka zapaśniczka walcząca w stylu wolnym. Zajęła 22. miejsce na mistrzostwach świata w 2005. Piąta na mistrzostwach Europy w 2010. Szósta na igrzyskach śródziemnomorskich w 2009. Wicemistrzyni śródziemnomorska w 2010 roku.